# 玉地組
二代目玉地組本部事務所位於大阪府堺市堺區中安井町2-1-20 的設置，日本的指定暴力團之一・六代目山口組的2次團體。大阪警方估計正式成員約160人左右。2013年7月 除籍，組織解散。

## 略史
以堺市為本部的三代目山口組直系山勇組（組長・山本 勇）的若頭・玉地健治、在"山本 勇"病逝、山勇組解散後的1978年4月、繼承原地盤，昇格為三代目山口組的直系組長、同時在該處成立「玉地組」。在直參升格後緊接而來的是「大阪戰爭」，玉地組作為武鬥派組織活躍於當時。2011年9月，初代・玉地健治組長引退發表，由原若頭・山本義一繼承二代目玉地組組長，於13日在大原組本部的大阪市生野區進行繼承家業儀式。2013年7月，山本義一遭除籍處分，玉地組解散，其他組織吸收。

## 歷代組長
- 初代目・玉地健治（六代目山口組舍弟、五代目山口組若中、四代目山口組若中、三代目山口組若中、原山勇組幹部）
- 二代目・山本義一（六代目山口組若中）

## 最高幹部
- 組長・山本義一（六代目山口組若中）
- 副組長・ 熊取敏文（伊悟會會長，原堀内組若頭）
- 若頭・
- 舍弟頭・

### 幹部、若中
- 水田勝彦（水田組組長）
- 森田哲夫（森田組組長）
- 熊取敏文（熊取組組長，原堀內組若頭）
- 幹部・野田 浩（野田組組長）
- 幹部・寺村安幸
- 若中・松岡浩二
- 若中・松本圭
- 若中・櫛野弘和（櫛野組組長）
- 若中・岡利秀孝（岡利組組長）

## 資料來源
1. ↑  .   [2013-11-02]. （原始内容存档于2013-11-05）.